# Masticophis lateralis
Masticophis lateralis is een slang uit de familie toornslangachtigen (Colubridae) en de onderfamilie Colubrinae.

## Naam en indeling
De wetenschappelijke naam van de groep werd voor het eerst voorgesteld door Edward Hallowell in 1853. Oorspronkelijk werd de wetenschappelijke naam Leptophis lateralis gebruikt. De soort behoorde lange tijd tot het geslacht van de toornslangen (Masticophis). Er is nog geen Nederlandse naam voor deze soort die in het Engels wel striped racer wordt genoemd.

### Ondersoorten
De soort wordt verdeeld in twee ondersoorten die onderstaand zijn weergegeven, met de auteur en het verspreidingsgebied.
| Naam                              | Auteur          | Verspreidingsgebied                                     |
| --------------------------------- | --------------- | ------------------------------------------------------- |
| Masticophis lateralis euryxanthus | Riemer, 1954    | Verenigde Staten (Californië)                           |
| Masticophis lateralis lateralis   | Hallowell, 1853 | Verenigde Staten (Californië), Mexico (Baja California) |

## Uiterlijke kenmerken
De lengte is ongeveer tachtig tot 120 centimeter met uitschieters tot 1,5 meter. De kleur is zeer donkerbruin tot zwart, de buikzijde is geel maar kleurt voor de staart naar roze tot rood. Op iedere flank is een heldere, geeloranje lengtestreep aanwezig die loopt van kop tot staartpunt.

## Levenswijze
De slang is overdag actief, bij de jacht richt het dier het lichaam op en speurt de omgeving af op zoek naar prooien. Deze bestaan uit kleine gewervelden als hagedissen, vogels, amfibieën en andere slangen. Jongere exemplaren leven van insecten.
Er wordt soms in struiken geklommen, de slang schuilt in holen en onder stenen en andere objecten. Coluber lateralis staat bekend als een snelle slang die snel weg vlucht bij gevaar. Als de slang wordt opgepakt wordt herhaaldelijk gebeten.

## Verspreiding en habitat
Coluber lateralis komt voor in Noord-Amerika, in de Verenigde Staten in de staat Californië en in Mexico in de staat Baja California. De habitat bestaat uit bossen, scrubland en grasland.

## Beschermingsstatus
Door de internationale natuurbeschermingsorganisatie IUCN is de beschermingsstatus 'veilig' toegewezen (Least Concern of LC).